# CBS (cég)
A CBS (korábbi hivatalos neve, melyből a rövidítés is származik: Columbia Broadcasting System) amerikai kereskedelmi televízió és rádiótársaság, egyike a három klasszikus nagy amerikai televíziótársaságnak (a másik kettő az ABC és az NBC). Tulajdonosa a CBS Corporation, amelyet a National Amusements nevű amerikai cég kontrollál. A CBS Corporation rokon társasága a Viacom, mely többek között a VIVA, VH1, Music Television, Comedy Central és Nickelodeon neveken futtat különböző csatornákat szerte a világon.

## Története

### Rádió
A CBS története 1927. január 27-én, a United Independent Broadcasters rádióhálózat megalakulásával kezdődött. A rádióhálózat tulajdonosa, Arthur Judson, hamar befektetők után kezdett kutatni. 1927 áprilisában a Columbia Phonographic Manufacturing Company (a Columbia Records lemezkiadó vállalat tulajdonosa) beszállt az üzletbe. A cég neve Columbia Phonographic Broadcasting Systemre változott. A rádióhálózat 1927. szeptember 18-án kezdte meg adását egy saját tulajdonú és üzemeltetésű, és 15 szerződött rádióállomás együttműködésében.
Néhány nappal később a Columbia Phonographic Manufacturing Company fél millió dollárért eladta a hálózatban tulajdonolt részesedését William S. Paleynek, egy philadelphiai dohánygyáros fiának. Paley a vásárlás után lerövidítette a hálózat nevét Columbia Broadcasting Systemre. Paley hitt a rádió reklámerejében. Miután meggyőzte a családját, hogy reklámozzák a dohánytermékeiket a frissen szerzett rádióhálózaton, az eladások hamar megugrottak.
1928-ban a hollywoodi Paramount Pictures filmstúdió részesedést vásárolt a CBS-ben. Felvetődött az ötlet, hogy a rádióhálózat nevét Paramount Radióra változtassá, de ennek gátat szabott az 1929-ben bekövetkező tőzsdekrach. A csőd szélére jutó Paramounttól a CBS visszavásárolta a részvényeit.
Rövid időn belül a CBS rendelkezett a legtöbb szerződött rádióadóval az országban, mivel a partnerei számára sokkal előnyösebb feltételeket szabott, a rivális NBC-hez képest. Emellett az is döntő tényező volt, hogy míg az NBC a technikai fejlesztésben látta a fejlődés útját, addig a CBS a műsorkészítésben. Hamar a CBS hálózatában voltak hallhatóak a kor legismertebb sztárjainak a műsorai.
A harmincas évek elején a CBS visszautasította az AP hírügynökség ajánlatát, és saját híradós részleget állított fel.
1938. október 30-án a CBS sugározta Orson Welles és a Mercury Theater előadásában, H. G. Wells Világok harca című művének sajátos rádiójáték feldolgozását, mely olyan élethűre sikeredett, hogy sok hallgató pánikba esett, habár az adás során háromszor is bejelentették, hogy az egész csak fikció.
Amíg a rádió volt az uralkodó média, addig a CBS volt az domináns hálózat. A harmincas-negyvenes évek során folyamatosan a CBS műsorai voltak a leghallgatottabbak.
A televíziózás kezdetén a CBS lassan lépett. Egészen 1950-ig csak egy adó volt a tulajdonában. Továbbra is a rádió volt a cég fő profilja. Az ötvenes évek során sorra szűntek meg a régóta tartó és népszerű rádióműsorok. 1956-ban a CBS bejelentette, hogy a rádióhálózat működtetése veszteséges, míg az új televízióhálózat már nyereséges. Ez eldöntötte azt a kérdést, hogy a CBS merre és mikor lépjen tovább.

### Televízió

#### Kezdetek
1941. július 1-jén a Federal Communications Commission (Szövetségi Kommunikációs Bizottság, a továbbiakban: FCC) elkezdte a televízió licencek kiosztását. Az NBC után a második licencet a CBS kapta, ami alapján beindíthatta a WCBS nevű New York-i adóját.
A második világháború során a kereskedelmi televíziózás gyakorlatilag szünetelt és csak 1946-ban kezdődtek meg a rendszeres adások. Az NBC és a DuMont társaság agresszív terjeszkedésbe kezdett, a CBS viszont hezitált. Csak 1950-ben kezdett meg országszerte televízióadókat vásárolni vagy létrehozni. A kései lépés ellenére a CBS a televíziózásban is a legnépszerűbb adó lett az ötvenes és a hatvanas évek során.

#### Színes televízió
Bár a technika a CBS-nek is a rendelkezésére állt, mégis a hatvanas évek elején szinte alig sugárzott színes adásokat, míg az NBC – és még az ABC is – rendszeresen színesben sugározta adását főműsoridőben. Csak 1965 végére, a piac nyomására váltott teljesen színes adásra.

#### A kilencvenes évek
A kilencvenes évek elejére a CBS társaság nyeresége lecsökkent, a VHS és a kábeltelevíziók megjelenése, illetve a magas gyártási költségek miatt. Bár a nézettség elfogadható volt, a csatorna megítélése viszont nem.
1995-ben a CBS-t 5,4 milliárd dollárért megvásárolta a Westinghouse Electric Corporation vállalat, amely ekkor egy komoly médiabirodalom kiépítését tűzte ki célul. A Westinghouse ugyanebben az évben felvásárolt egy országos rádióhálózatot (Infinity Broadcasting Corporation), és két kábeltelevíziós társaságot is (The Nashville Network, Country Music Television). 1997-ben a Westinghouse megváltoztatta a nevét CBS Corporation-re. A terjeszkedés tovább folytatódott: egy újabb rádióhálózat került megvásárlásra 2,6 milliárd dollárért (American Radio Systems Corporation). Egy évvel később a CBS megvásárolta a King World Productions produkciós irodát, melynek keretében a CBS tulajdonába kerültek olyan népszerű műsorok, mint a The Oprah Winfrey Show és a Szerencsekerék.
1999-ben a Viacom 37 milliárd dollárért megvásárolta a CBS Corporationt, amely így a világ második legnagyobb szórakoztatóipari vállalatává vált.

## Lefedettség
Egy 2003-as felmérés szerint a CBS televízió az amerikai háztartások 96,98%-ban vehető (103 421 270 háztartás). A CBS tizenhét saját tulajdonú csatornát üzemeltet, és 187 helyi televízió csatornával áll szerződésben.
A CBS saját tulajdonú és üzemeltetésű földfelszíni sugárzású televízió csatornái:
- KCBS (CBS2 Los Angeles) – Los Angeles (Kalifornia) és környéke
- KCNC (CBS4 Denver) – Denver (Colorado) és környéke
- KDKA (KDKA-TV, KDKA-TV 2) – Pittsburgh (Pennsylvania) és környéke
- KEYE (CBS42, K-EYE) – Austin (Texas) és környéke
- KOVR (CBS13) – Sacramento (Kalifornia) és környéke
- KPIX (CBS 5 Bay Area) – San Francisco (Kalifornia) és környéke
- KTVT (CBS 11) – Dallas (Texas) és környéke
- KUTV (2News) – Salt Lake City (Utah) és környéke
- KYW (CBS 3) – Philadelphia (Pennsylvania) és környéke
- WBBM (CBS2 Chicago) – Chicago (Illinois) és környéke
- WBZ (CBS4) – Boston (Massachusetts) és környéke
- WCBS (CBS 2) – New York (New York) és környéke
- WCCO (WCCO 4) – Minneapolis (Minnesota) és környéke
- WFOR (CBS4) – Miami (Florida) és környéke
- WFRV (CBS 5) – Green Bay (Wisconsin) és környéke
- WJZ (WJZ 13) – Baltimore (Maryland) és környéke
- WWJ (CBS Detroit) – Detroit (Michigan) és környéke

## A CBS Magyarországon is ismert produkciói

### Sorozatok
- Angyali érintés
- Walker, a texasi kopó
- A mentalista
- Chicago Hope Kórház
- Christine kalandjai
- CSI: A helyszínelők
- CSI: Miami helyszínelők
- CSI: New York-i helyszínelők
- Isten belájkolt
- NCIS
- NCIS: Los Angeles
- NCIS: New Orleans
- Döglött akták
- Gazdagok és szépek
- Magnum
- Mike és Molly
- MacGyver (2016)
- Gyilkos elmék
- Gyilkos számok
- Dallas
- MASH
- Falcon Crest
- Szeretünk Raymond
- Férjek gyöngye
- Nyomtalanul
- Jericho (2006)
- JAG – Becsületbeli ügyek 2-10. évad
- Szellemekkel suttogó
- Így jártam anyátokkal
- Agy-kontroll
- Agymenők
- A férjem védelmében
- Két pasi – meg egy kicsi
- SEAL Team
- Skorpió – Agymenők akcióban
- SWAT – Különleges egység
- Zoo – Állati ösztön
- Családom, darabokban
- Hawaii Five-O
- Az ifjú Sheldon

### Kvízműsorok
- Szerencsekerék
- Mindent vagy Semmit!

### Késő esti talkshowk
- Late Show with David Letterman (Magyarországon az AXN vetítette)